# パールカラーにゆれて (アルバム)
『パールカラーにゆれて』は、山口百恵の10枚目のスタジオ・アルバム。1976年12月5日にCBSソニーよりリリースされた。

## 概要
帯コピー：ゆれる百恵 青春の真ん中で……
シングル「パールカラーにゆれて」「赤い衝撃」とそのB面曲を収録し、これらのシングル曲を中心にアルバムとしての統一感を考慮した楽曲で構成されている。デビュー以来、詞を提供してきた千家和也の作品はこのアルバムで最後となった。新たな作家として作詞家のきすぎえつこ(現・来生えつこ)を迎えたほか、前作『横須賀ストーリー』では編曲のみの担当であった船山基紀が、本作では作曲も3曲手掛けている。
2003年6月4日に発売された、全オリジナルアルバム22枚を復刻したCD-BOX『MOMOE PREMIUM』にはリマスタリング音源で収録されている。2007年9月30日には更なるマスターサウンド仕様が施された『Complete MOMOE PREMIUM』が発売された。

## 収録曲
| #  | タイトル                 | 作詞         | 作曲     | 編曲     | 時間 |
| -- | ------------------------ | ------------ | -------- | -------- | ---- |
| 1. | 「パールカラーにゆれて」 | 千家和也     | 佐瀬寿一 | 船山基紀 | 3:05 |
| 2. | 「ある1ページ」          | 千家和也     | 佐瀬寿一 | 船山基紀 | 3:08 |
| 3. | 「嘆きのサブウェイ」     | きすぎえつこ | 船山基紀 | 船山基紀 | 4:28 |
| 4. | 「君に涙のくちづけを」   | 千家和也     | 佐瀬寿一 | 船山基紀 | 3:40 |
| 5. | 「雨に願いを」           | 千家和也     | 佐瀬寿一 | 船山基紀 | 3:16 |
| 6. | 「モノトーンの肖像画」   | 阿木燿子     | 宇崎竜童 | 矢野立美 | 3:58 |

| #  | タイトル                                        | 作詞         | 作曲     | 編曲       | 時間 |
| -- | ----------------------------------------------- | ------------ | -------- | ---------- | ---- |
| 1. | 「赤い衝撃」(TBS系同名ドラマ『赤い衝撃』主題歌) | 千家和也     | 佐瀬寿一 | 馬飼野康二 | 3:31 |
| 2. | 「愁いノート」                                  | きすぎえつこ | 船山基紀 | 船山基紀   | 4:36 |
| 3. | 「青春の翳り」                                  | 千家和也     | 佐瀬寿一 | 船山基紀   | 2:57 |
| 4. | 「涼やかなひと」                                | きすぎえつこ | 船山基紀 | 船山基紀   | 3:42 |
| 5. | 「オレンジ・ブロッサム・ブルース」              | 阿木燿子     | 宇崎竜童 | 矢野立美   | 4:53 |
| 6. | 「走れ風と共に」(TBS系ドラマ『赤い衝撃』挿入歌) | 千家和也     | 佐瀬寿一 | 馬飼野康二 | 3:12 |

## 関連作品
- MOMOE PREMIUM
- 山口百恵 22 Original Albums Collection
- Complete MOMOE PREMIUM

## 参考資料
- 川瀬泰雄『プレイバック 制作ディレクター回想記』学研マーケティング、2011年2月。ISBN 978-4054047259。